# Ilanz
Ilanz (en romanche: Glion) era una comuna y ciudad histórica suiza del cantón de los Grisones, situada en el distrito de Surselva, círculo de Ilanz/da la Foppa. Limitaba al norte con las comunas de Rueun, Schnaus, Ruschein y Schluein, al este con Castrisch y Sevgein, al sur con Luven, y oeste con Flond. El 1 de enero de 2014 se fusionó con las antiguas comunas de Castrisch, Ladir, Luven, Pitasch, Riein, Ruschein, Schnaus, Sevgein, Duvin, Pigniu, Rueun y Siat para convertirse en la nueva comuna de Ilanz/Glion.

## Personalidades
- Corina Casanova, canciller de la Confederación.

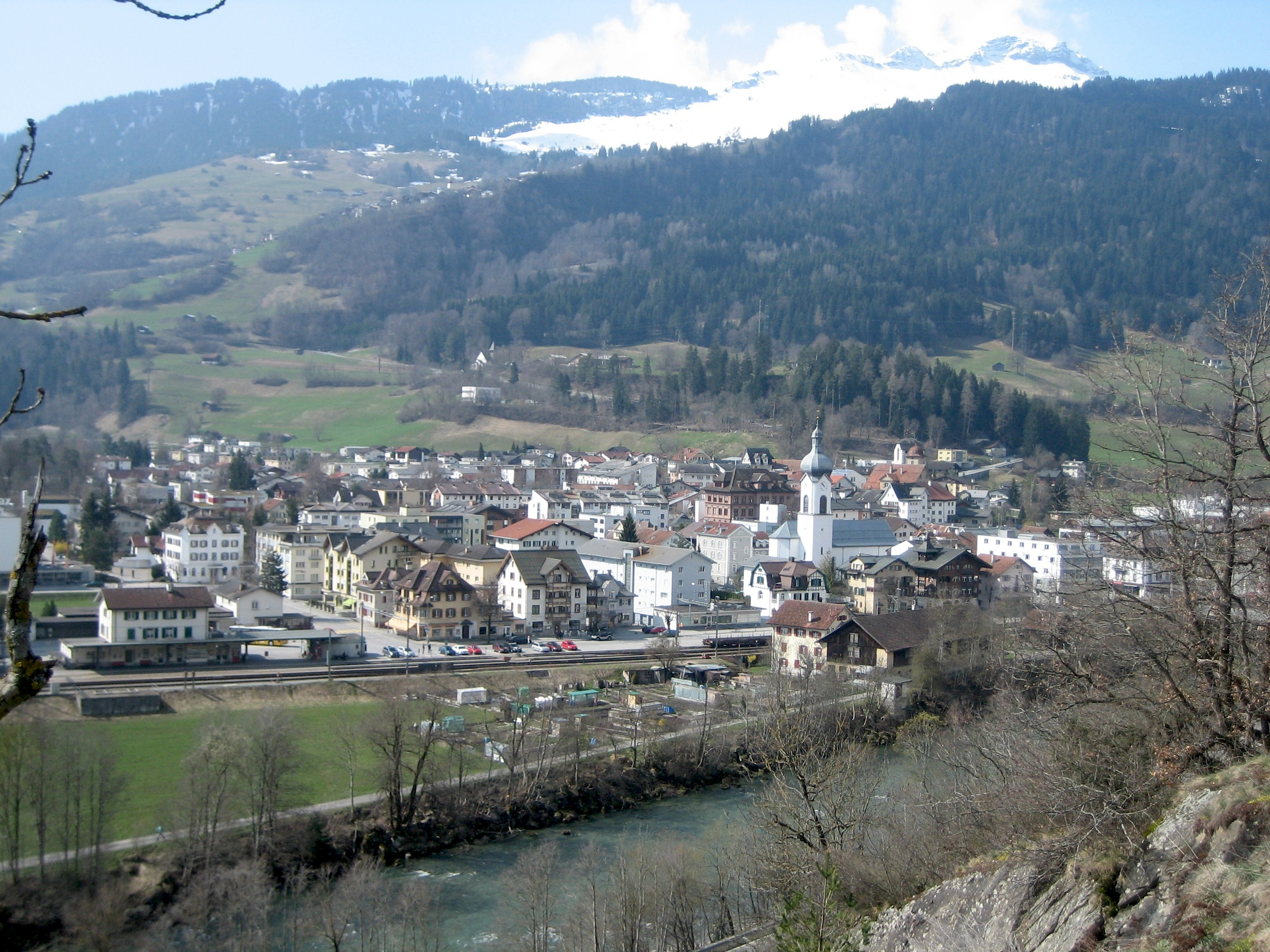
Vista de Ilanz.